# Macconago
Macconago (Macconagh in dialetto milanese, AFI: [makuˈnaːk]) è una località rurale della periferia meridionale di Milano, appartenente al Municipio  5, situata ad est di via Giuseppe Ripamonti, ad ovest dell'Abbazia di Chiaravalle, a sud di Vaiano Valle e a nord di Quintosole.
Comune autonomo fino al 1841, anno in cui venne aggregato al comune di Quintosole, seguì le sorti di quest'ultimo venendo prima annesso a Vigentino nel 1869, infine a Milano nel 1923. Era già stato annesso alla città nel 1808, ma repentinamente scorporato nel 1816 col ritorno degli austriaci.

## Storia
Nel Medioevo Macconago, allora chiamata Marcinago, fu teatro di una battaglia tra milanesi e pavesi, avvenuto il 1º luglio del 1131. o più probabilmente il 23 giugno 1132. I milanesi riportarono una netta vittoria e catturarono quasi tutta la fanteria nemica. Le ragioni del conflitto sono da attribuirsi nel sostegno da parte dei milanesi a Corrado III di Svevia e all'antipapa Anacleto II laddove i pavesi (insieme ai novaresi, ai cremonesi e ai piacentini) sostenevano l'imperatore Lotario II e papa Innocenzo II.
Macconago viene citata nel 1346, negli Statuti delle acque e delle strade del contado di Milano, dove viene indicato fra le località a cui spetta la manutenzione della strata da Siptiano (Compartizione delle fagie, 1346) e incluso all'interno della pieve di San Donato.
Al censimento del 1751 risulta avesse 204 abitanti, mentre l'amministrazione comunale era retta da un consiglio costituito da un'assemblea dei capi di casa della comunità, indetta dal console almeno una volta l'anno in occasione della pubblicazione dei riparti annuali e del rinnovo delle cariche. In aggiunta vi erano inoltre due maggiori estimati, incaricati dell'ordinaria amministrazione degli affari e della custodia dei riparti. Completavano il quadro amministrativo un cancelliere, residente al Vigentino, e un esattore, scelto con asta pubblica: al primo erano affidate la compilazione e la ripartizione dei carichi fiscali, e la custodia dei libri dei riparti annuali; al secondo venivano invece delegate tutte le operazioni connesse alla riscossione. Verso la metà del XVIII il comune era direttamente subordinato alla giurisdizione di Milano: il console infatti, essendo il tutore dell'ordine pubblico, era tenuto ogni anno a prestare solenne giuramento presso la banca criminale del capitano di giustizia di Milano. I confini municipali vedevano Vigentino e Vaiano a settentrione, Chiaravalle a oriente, Poasco e Opera a meridione, e Quintosole a occidente.
Al censimento del 1805 viene iscritto come comune di III classe, con una popolazione di 227 abitanti. Nel 1808 venne soppresso e incluso nel circondario esterno del comune di Milano, del quale avrebbe fatto parte fino al 1816. Nel 1841 perse nuovamente la propria autonomia, venendo aggregato al comune di Quintosole, che sarebbe stato a sua volta soppresso e unito a Vigentino nel 1869. Quest'ultimo mantenne la propria autonomia solo fino al 1923, quando venne definitivamente annesso a Milano.
Pur essendo stato annesso a Milano e avendo dovuto ospitare col tempo diverse attività residuali della città, Macconago ha mantenuto il proprio carattere prettamente rurale, essendo anche inclusa all'interno del Parco Agricolo Sud Milano. In passato facevano parte del comune di Macconago le frazioni Guarda e Guinzana.

## Il castello
Il Castello di Macconago sorse fra il 1330 e il 1340: a pianta quadrata, con torri d'avvistamento e camminamenti merlati, appariva come una struttura tipicamente viscontea. Probabilmente era di proprietà della famiglia Pusterla, caduta presto in disgrazia presso i Visconti, trascinando con sé anche le sorti del castello, che cadde inevitabilmente in rovina. Interamente restaurato e di proprietà della famiglia Ferrario Gavana, è utilizzato oggi per cerimonie, ricevimenti e altri eventi di questo tipo.

## Infrastrutture e trasporti
Il quartiere di Macconago è lambito a est dalla Via Ripamonti che è la parte iniziale della strada provinciale 412 (già statale della Val Tidone), e nel medioevo nota come strada di Siziano) che collega Milano al confine pavese presso Landriano (ufficialmente la denominazione di strada provinciale comincia presso il confine con il comune di Opera).
Data la natura rurale e la bassa urbanizzazione dell'area, Macconago non è servito da linee metropolitane o ferroviarie, ma, data la presenza dell'IEO, è previsto che il quartiere sia raggiunto dalla linea tranviaria 24, che ad agosto 2024 collega piazza Fontana al Vigentino, con capolinea ad un chilometro circa dal quartiere; i lavori di prolungamento dovrebbero terminare entro nel 2026.
Alcune linee di autobus, gestita da ATM, collegano Macconago ai quartieri e ai comuni limitrofi.